# Етерно
Етерно (фр. Eternoz) насеље је и општина у источној Француској у региону Франш-Конте, у департману Ду која припада префектури Безансон.
По подацима из 2011. године у општини је живело 348 становника, а густина насељености је износила 11,89 становника/km². Општина се простире на површини од 29,26 km². Налази се на средњој надморској висини од 525 метара (максималној 670 m, а минималној 315 m).

## Демографија
| 1962. | 1968. | 1975. | 1982. | 1990. | 1999. | 2011. |
| ----- | ----- | ----- | ----- | ----- | ----- | ----- |
| 291   | 400   | 333   | 324   | 295   | 288   | 348   |

График промене броја становника у току последњих година